# Лацкий, Мирослав
Мирослав Лацкий (чеш. Miroslav Lacký; 4 сентября 1943, Острава — 31 января 2023) — чехословацкий хоккеист, вратарь. Бронзовый призёр чемпионата мира 1969 и 1970 годов.

## Биография
Является воспитанником клуба ВЖКГ Острава. Наиболее известен по выступлениям за команду «Тесла» (Пардубице), в 1964 году пришёл на смену многолетнему вратарю пардубицкого клуба Владимиру Дворжачеку. Играл за «Теслу» на протяжении 8 лет. Также защищал ворота сборной Чехословакии: в его коллекции 2 бронзовые медали чемпионатов мира (1969 и 1970 гг). Всего за сборную провёл 14 игр. В 1973 году завершил карьеру.